# Jiecun
Jiecun (kinesiska: 解村, 解村乡) är en socken i Kina. Den ligger i provinsen Shanxi, i den norra delen av landet, omkring 94 kilometer norr om provinshuvudstaden Taiyuan. Antalet invånare är 12 118. Befolkningen består av 5 887 kvinnor och 6 231 män. Barn under 15 år utgör 17,0 %, vuxna 15-64 år 69 %, och äldre över 65 år 12,0 %.
Genomsnittlig årsnederbörd är 600 millimeter. Den regnigaste månaden är juli, med i genomsnitt 168 mm nederbörd, och den torraste är januari, med 3 mm nederbörd.